# カイド・カルム
カイド・カルム（Kaido Kalm、1965年3月24日 – ）は、エストニアのアイススレッジホッケー選手。
彼はエストニアのアイススレッジホッケー代表チームの一員として、1998年の長野オリンピック（4位）と2002年のソルトレイクシティオリンピック（6位）に出場した。